# Catasetum guianense
Catasetum guianense är en orkidéart som beskrevs av Gustavo Adolfo Romero och Rudolph Jenny. Catasetum guianense ingår i släktet Catasetum och familjen orkidéer. Inga underarter finns listade i Catalogue of Life.